# Civilstyrelsen
57°03′52.6″N 9°53′55.1″Ø / 57.064611°N 9.898639°Ø
Civilstyrelsen er etableret den 15. oktober 2004 ved Justitsministeriets cirkulæreskrivelse af 11. oktober 2004 ved en sammenlægning af dele af Civilretsdirektoratet med Sekretariatet for Retsinformation og Erstatningsnævnets sekretariat. Det skete i forbindelse med at familieretsområdet blev overført fra Justitsministeriet og Civilretsdirektoratet til det nyoprettede Ministeriet for Familie- og Forbrugeranliggender og Familiestyrelsen.
Styrelsen hører under Justitsministeriet.
Civilstyrelsen har ca. 130 medarbejdere og ledes af en direktør.
Sagsområderne:
Fondskontoret er fondsmyndighed for ikke-erhvervsdrivende fonde og varetager generelle og konkrete opgaver vedrørende fondslovene.
Lenskontrollen, dvs. alle opgaver vedrørende kontrollen med familiefideikommisser m.v., hører til i fondskontoret.
Endvidere behandler kontoret klager over statsforvaltningernes afgørelser vedrørende værgemål og båndlagte midler.
Fri proceskontoret behandler sager om fri proces. Desuden behandler kontoret ansøgninger om ydelse af godtgørelse fra statskassen af den del af en retssags omkostninger, der ikke har kunnet afholdes inden for en retshjælpsforsikrings maksimumsdækning.
Endvidere varetager kontoret administrative og generelle opgaver vedrørende offentlig retshjælp ved advokater og tilskud til advokatvagter og private retshjælpsinstitutioner.
Kontoret behandler desuden ansøgninger om retshjælp til indgivelse og førelse af klagesager i henhold til menneskerettighedskonventioner, for eksempel Den Europæiske Menneskerettighedsdomstol, samt formidler ansøgninger om fri proces til retssager i udlandet til de rette udenlandske myndigheder.
Retsinformation varetager de redaktionelle opgaver i forbindelse med udgivelse af Lovtidende og Ministerialtidende.
Kontoret er endvidere ansvarlig for drift og udvikling af Retsinformations brugersystem og datafangstsystem. 
Erstatningsnævnets sekretariat hører til Civilstyrelsen. I forhold, der er undergivet Erstatningsnævnets faglige kompetence, hører sekretariatet umiddelbart under nævnet.
Erstatningsnævnet behandler ansøgninger om erstatning efter offererstatningsloven.

## Eksterne links
- Justitsministeriets cirkulæreskrivelse af 11. oktober 2004